# Bartolina Sisa
Bartolina Sisa, född 1750 eller 1753, död 1782, var en indiansk upprorsledare i nuvarande Bolivia som ledde ett uppror mot spanjorerna tillsammans med sin make Julian Apaza (Tupac Katari) och sin svägerska Gregoria Apaza år 1781. 
År 1781 anslöt hon sig med sin make och svägerska till ett uppror mot det spanska väldet. Tillsammans med sin svägerska utgjorde hon ett värdefullt stöd för sin make, fungerade som armégeneral för rebellernas trupper, ledde soldaterna på slagfältet, organiserade krigslägren och administrerade krigsbytet. De belägrade städerna La Paz och Sorata. När maken en tid var frånvarande, upprätthölls belägringen av hans syster och maka, som sades vara så effektiva att ingen märkte någon förändring i frånvaron av den kompetente Katari. Samma år förenade de sin armé med upprorsarmén i Peru, som där bekämpade spanjorerna under Túpac Amaru II. Belägringen av La Paz misslyckades slutligen och Túpac Katari och Bartolina Sisa tillfångatogs av spanjorerna. Gregoria Apaza ledde då sin armé mot spanjorerna, men besegrades och tillfångatogs, vilket avslutade deras uppror. 
Bartolina Sisa, hennes make och svägerska avrättades alla tre av spanjorerna. 